# Nanquan

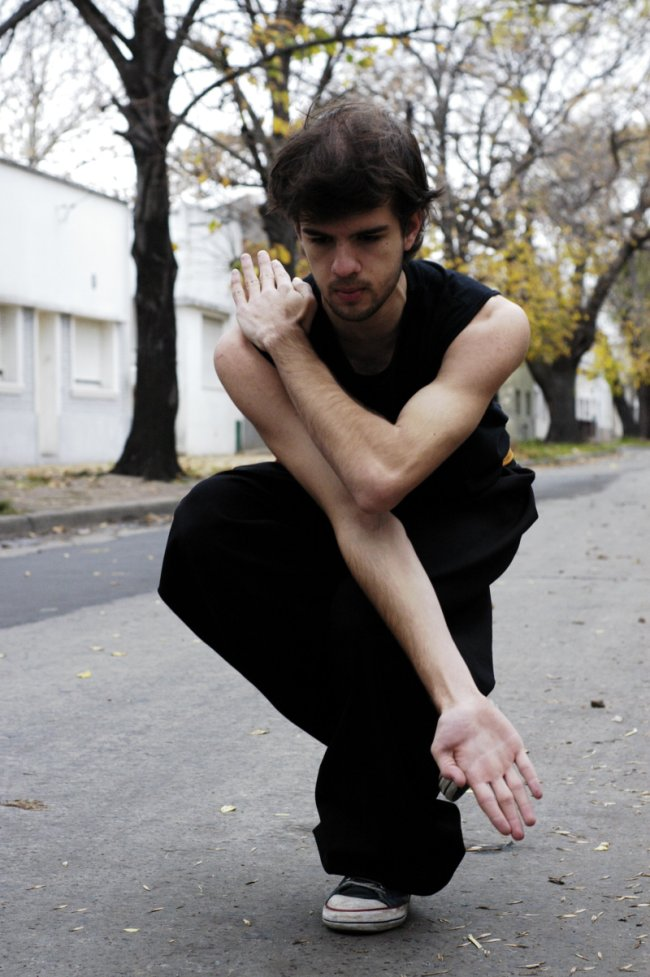
Una de las poses típicas del Wushu.

Nanquan ( en chino, 南拳; pinyin, Nán quán; literalmente, ‘puño del sur’, o en chino, 南派; pinyin, Nán pài; literalmente, ‘escuela del sur’ ) se refiere a aquellas artes marciales chinas que se originaron al sur del río Yangtsé en China, entre las cuales están Hung Kuen, Choi Lei Fut y Wing Chun.

## Wushu Nanquan contemporáneo
El Wushu Nanquan contemporáneo es un estilo moderno, creado en 1960, derivado de las artes marciales hechas en las provincias chinas al sur del río Yangtze y sobre todo de los estilos populares en Guangdong, Guangxi, Fujian y Zhejiang. La base del Nanquan contemporáneo se deriva principalmente de estilos tradicionales de la familia cantonesa de Hong (Hung), Li (Lei), Liu (Lau), Mo (Mok) y Cai (Choi) junto con sus variantes más contemporáneas de Kung Fu Choi Lei Fut, Hung Ga y Wing Chun.
El Nanquan contemporáneo presenta movimientos vigorosos y atléticos, con gran estabilidad, posiciones bajas, múltiples técnicas de mano y una articulación vocal llamada fasheng ("grito de liberación"), que es el precursor del kiai en las artes marciales japonesas y coreanas. El poder es impulsado por un fuerte movimiento de cintura con especial énfasis en el rápido cambio de postura para generar energía y velocidad en los brazos. Las técnicas de mano del Nanquan son los constantes golpes bajos del puño izquierdo y derecho llamado Gua Quan Gai (GWA Kup Kuen; 挂盖拳), y el consecutivo gancho al mentón mientras se desplaza hacia adelante, denominado Paoquan (Pow Kuen; 抛拳). Hay relativamente pocas patadas en el Nanquan aunque el Tengkong Pantui Cepu (腾空盘腿度侧扑, "patada voladora con piernas cruzadas" y Li Ting Yu Da (鲤鱼打挺直立; carpa skip-up) son muy comunes en rutinas avanzadas Nanquan. El Nanquan también tiene sus propias armas - la Espada del Sur (Nandao;南刀) y el cetro del Sur (Nangun;南棍), los cuales fueron incluidos en la competencia internacional de Wushu en 1999.
En el 2003, la Federación Internacional de Wushu (FIWU) cambió las reglas del Nanquan contemporáneo para hacer que las técnicas de salto (难度) fueran obligatoria en las rutinas Nanquan. Patadas voladoras girando en el aire entre 360 y 720 grados antes de tocar el suelo, se utilizan ahora en todas las formas Nanquan junto con "voltereta estacionaria hacia atrás"(原地 后空翻) y "paso hacia atrás plegado"(单 跳 后空翻) para los competidores de avanzada.

## Boxeo chino
Nanquan es también otra forma de boxeo chino con una historia bastante larga y una gran cantidad de escuelas y uno de los estilos más dinámicos de Wushu. El Nanquan es relativamente popular en varias partes de la provincia de Guangdong, con cada sistema teniendo estilos y características diferentes a los demás. Para formar estas series de boxeo chino, los esencial de las diferentes posturas de las diversas escuelas fueron sistematizados y juntados. Como resultado, una serie sistemática e integrada Nanquan Unido fue creada. Tiene formas muy poderosas e intensas y posturas que permiten a cada parte del cuerpo ser completamente endurecido, por lo que los jóvenes están muy ansiosos de aprender este estilo. La práctica de los distintos estilos dentro del sistema de Nanquan da un gran beneficio físico.